# Paula Mayorga
Paula Andrea Mayorga (* 11. April 2001) ist eine peruanische Hürdenläuferin, die sich auf die 400-Meter-Distanz spezialisiert hat.

## Sportliche Laufbahn
Erste Erfahrungen bei internationalen Meisterschaften sammelte Paula Mayorga im Jahr 2018, als sie bei den U18-Südamerikameisterschaften in Cuenca in 63,72 s den vierten Platz im 400-Meter-Hürdenlauf belegte. 2022 gelangte sie bei den U23-Südamerikameisterschaften in Cascavel mit 62,28 s auf Rang fünf.
2022 wurde Mayorga peruanische Meisterin im 400-Meter-Hürdenlauf.

## Persönliche Bestzeiten
- 400 Meter: 59,03 s, 9. April 2022 in Lima
- 400 m Hürden: 62,28 s, 29. September 2022 in Cascavel